# Bataille de Sewell's Point
Guerre de Sécession
Batailles
Fort Sumter - 1re Bull Run - Shiloh - Sept Jours - 2nd Bull Run - Antietam - Fredericksburg - Stones River - Chancellorsville - Gettysburg - Vicksburg - Chickamauga - Chattanooga - Wilderness - Spotsylvania
La bataille de Sewell's Point est livrée les 18 et 19 mai 1861, dans le comté de Norfolk, lors des opérations de blocus de la baie de la Chesapeake par les forces de l'Union, pendant la guerre de Sécession.
La canonnière USS Monticello et un autre bâtiment de la marine nordiste engage un combat d'artillerie avec les batteries confédérées installées à Sewell's Point. L'engagement prend fin sans vainqueur ni vaincu et sans grand dommage pour aucun des belligérants.

## Source
- CWSAC Battle Summaries, National Park Service

(en anglais)

## Référence
- (en) Cet article est partiellement ou en totalité issu de l’article de Wikipédia en anglais intitulé « Battle of Sewell's Point » (voir la liste des auteurs).